# Aurach bei Kitzbühel
Aurach bei Kitzbühel – gmina w Austrii, w kraju związkowym Tyrol, w powiecie Kitzbühel. Według Austriackiego Urzędu Statystycznego liczyła 1099 mieszkańców (1 stycznia 2015).